# Bảo tàng UFO Quốc tế Istanbul
Bảo tàng UFO Quốc tế Istanbul (tiếng Thổ Nhĩ Kỳ: İstanbul Uluslararası UFO Müzesi) là một bảo tàng UFO nằm ở quận Beyoğlu, Istanbul, Thổ Nhĩ Kỳ. Đây là bảo tàng UFO quốc tế thứ tư trên thế giới và là bảo tàng UFO quốc tế đầu tiên ở vùng Balkans, Trung Đông và Đông Âu. Bảo tàng này được Trung tâm Nghiên cứu Khoa học Vũ trụ UFO Sirius của nhà UFO học kiêm chủ tịch Haktan Akdoğan thành lập vào ngày 18 tháng 1 năm 2001.
Bảo tàng lưu giữ khá nhiều hiện vật bao gồm ảnh chụp, video, báo cáo, mô hình người ngoài hành tinh-UFO và nhất là thư viện có tới ba phòng ban sở hữu bộ sưu tập hơn một nghìn cuốn sách viết về UFO và sự sống ngoài Trái Đất.
Năm 2005, bảo tàng mở thêm các chi nhánh phục vụ công chúng tại Denizli và Cappadocia. Năm 2011, bảo tàng cho ra mắt xe tải trưng bày lưu động đi vòng quanh Istanbul. Hiện nay bảo tàng này đã đóng cửa.